# Cosimo Luigi Miccoli
Cosimo Luigi Miccoli (San Pancrazio Salentino, 26 febbraio 1959 – Pomigliano d'Arco, 29 gennaio 1987) è stato un militare italiano, carabiniere dell'Arma dei Carabinieri insignito di medaglia d'oro al valor militare alla memoria.
Il 29 gennaio 1987, intorno alle 15.30, il carabiniere scelto Cosimo Miccoli, libero dal servizio e in abiti borghesi, alla guida della sua autovettura, giunto al casello autostradale di Pomigliano d'Arco (NA) dell'autostrada Napoli-Bari, si rendeva conto che era in corso una rapina ai danni dei quattro esattori. Infatti, poco prima, due criminali, armati e travisati con sciarpe e caschi, piombati sul luogo a bordo di moto di grossa cilindrata, con carenatura sportiva bianca e rossa, condotta da un terzo complice, avevano rapinato oltre un milione di ire.
Immediatamente e senza alcuna esitazione, nonostante la fidanzata disperatamente lo pregasse di trattenersi, con valorosa determinazione si lanciava fuori dall'autovettura impugnando la pistola d'ordinanza, intimando l'alt ed esplodendo due colpi in aria proprio mentre i due malfattori si stavano allontanando.
Ma, come purtroppo spesso avviene, mentre il carabiniere rispetta la vita anche del criminale, quest'ultimo non si fa scrupoli: uno dei rapinatori esplose contro Miccoli alcuni colpi di pistola, attingendolo alla parte superiore del torace, ledendo cuore e polmone. Nonostante morente ed accasciato al suolo, il nostro militare continuò a sparare, questa volta colpendo al torace proprio il suo assassino che, comunque, aiutato dai complici e assieme ad essi, riusciva a fuggire a bordo della moto. Il carabiniere veniva caricato da un giovane volenteroso a bordo della propria autovettura per essere condotto al Policlinico di Napoli, ma vi giungeva senza vita. La pistola del caduto fu recuperata dalla stessa fidanzata e riconsegnata ai militari operanti.
L'eroico e generoso gesto del giovane militare, sacrificatosi a soli ventotto anni, però, non sarà vano. Le indagini dell'Arma si mossero su due piste, che subito si dimostrarono convergenti: il giorno prima una pattuglia della locale stazione aveva controllato un pregiudicato di Acerra (NA) alla guida proprio di una moto con le caratteristiche di quella osservata sul luogo dell'omicidio e, allo stesso tempo, sorvegliando le strutture sanitarie, si accertò che all'Ospedale Nuovo Loreto di Napoli era giunto lo stesso criminale, attinto da un colpo d'arma da fuoco alla regione toracica sinistra e ricoverato in prognosi riservata. Gli ulteriori accertamenti permisero di definire la piena responsabilità del ferito, sottoposto a fermo di polizia giudiziaria, e nello stesso tempo di acquisire gravi e fondati elementi di colpevolezza nei confronti di due nullafacenti, diciannovenni, entrambi di Acerra.
Nell'abitazione di uno di questi furono rinvenuti e sequestrati un fucile automatico cal. 12 e una pistola cal. 9, entrambi con matricola abrasa, nonché la moto, sporca del sangue del rapinatore ferito. Nel processo che seguì, l'assassino materiale dell'omicidio fu condannato a 26 anni di reclusione e i due complici rispettivamente a 24 e 22; in Appello, poi, le pene furono ridotte a 18 anni per il primo e a
14 per i due correi.
Il carabiniere scelto Cosimo Miccoli era nato a San Pancrazio Salentino (BR) il 26 febbraio 1959. Dopo le scuole dell'obbligo e brevi esperienze lavorative giovanili, fu incorporato, quale militare di leva, nel 225º Battaglione di Fanteria "Arezzo" a Lucca; nel maggio 1979 ottenne il transito nell'Arma e frequentò il corso allievi presso il battaglione di Campobasso, conseguendo il grado di carabiniere nel settembre dello stesso anno. Destinato alla legione di Bari, prestò servizio prima alla stazione di Castellaneta (TA), poi alla stazione dell'Aeronautica Militare di Taranto, per essere infine trasferito, nel gennaio 1984, alla legione di Napoli per l'impiego, quale autista abilitato alla guida veloce, nella locale sezione radiomobile, con sede in Napoli San Giuseppe. Il 1º settembre 1985 conseguiva la qualifica di scelto. Le sue spoglie riposano nel cimitero di Torre Santa Susanna (BR).
Per la dinamica dell'episodio, le circostanze che lo originarono, la grande prova di coraggio e il senso del dovere e dell'onore dimostrati, gli venne concessa la medaglia d'oro al valor militare "alla memoria".
Al nome del carabiniere scelto Cosimo Miccoli sono intitolate le caserme sedi delle stazioni di Pomigliano d'Arco e Monteruscello di Pozzuoli (NA).

## Onorificenze
Alla sua memoria sono stati intitolati il 155º corso Allievi Carabinieri Ausiliari di Torino che hanno prestato giuramento il 10 agosto 1990 ed il 212º corso Allievi Carabinieri Ausiliari di Benevento che hanno prestato giuramento il 18 ottobre 1998